# Panteg
Panteg ou Pant-teg est un village et une communauté du borough de comté de la Torfaen, au pays de Galles. Il est situé entre Pontypool au nord et Cwmbran au sud.

## Démographie
Au recensement de 2011, la communauté de Panteg comptait 7 217 habitants.